# Градиент концентрации

При наличии градиента концентрации в растворе наблюдается диффузия — диффузионный поток растворённого вещества направлен против градиента концентрации.

Если имеется полупроницаемая перегородка, пропускающая только молекулы растворителя (но не растворённого вещества), наблюдается осмос — поток растворителя, направлен по градиенту концентрации.

Градиент концентрации или концентрационный градиент — векторная физическая величина, характеризующая величину и направление наибольшего изменения концентрации какого-либо вещества в среде. Например, если рассмотреть две области с различной концентрацией какого-либо вещества, разделённые полупроницаемой мембраной, то градиент концентрации будет направлен из области меньшей концентрации вещества в область с большей его концентрацией. Вектор диффузионного потока  направлен против вектора градиента концентрации, что, в соответствии с принципом Ле Шателье, приводит со временем к уменьшению этого потока и градиента концентрации.

## Определение
Градиент концентрации направлен по пути {\displaystyle l}, соответствующему нормали к изоконцентрационной поверхности (полупроницаемой мембране). Значение градиента концентрации {\displaystyle \nabla C} равно отношению приращения концентрации {\displaystyle dC} к соответствующему приращению пути {\displaystyle dl}:
{\displaystyle \nabla C={\frac {dC}{dl}}.}
При постоянном значении градиента концентрации {\displaystyle C} на длине пути {\displaystyle l}:
{\displaystyle \nabla C={\frac {C_{1}-C_{2}}{l}}.}
Здесь {\displaystyle C_{1}} и {\displaystyle C_{2}} — начальное и конечное значение концентрации на длине пути {\displaystyle l} (нормали к изоконцентрационной поверхности).
Градиент концентрации может быть причиной переноса веществ, например диффузии. Согласно закону Фика, диффузионный поток, то есть количество молекул рассматриваемого типа, проходящих при диффузии через единичную площадку, перпендикулярную к градиенту концентрации, в единицу времени, определяется выражением:
{\displaystyle {\vec {\Gamma }}=-D\nabla n},
где n — концентрация молекул рассматриваемого типа, D — коэффициент диффузии. Таким образом, диффузия осуществляется против вектора градиента концентрации.
Единицей измерения градиента концентрации в Международной системе единиц (СИ) является величина м−4 (моль/м4 или кг/м4), а также её дольные или кратные производные.